# Copolymerisatie
Copolymerisatie is een reactie die plaatsvindt wanneer verschillende monomeereenheden reageren, waardoor een copolymeer ontstaat.
Copolymerisatie wordt toegepast om de eigenschappen van het gevormde polymeer te beïnvloeden. Het kan hierbij zowel om de fysische als de chemische eigenschappen gaan.
- Zo worden de meeste additiepolymerisaties naast het ketenvormende monomeer ook een crosslinker gebruikt. Het polymeer wordt daardoor beter bestand tegen verwarmen. Voorbeelden hiervan zijn styreen als ketenvormer en divinylbenzeen als crosslinker.
- Als tijdens de polymerisatie van styreen ook maleïnezuuranhydride aanwezig is, ontstaat na hydrolyse van de anhydride-ring een in base oplosbaar copolymeer (SMA).